# Cinco escritos morales
Cinco escritos morales (título original en italiano: Cinque scritti morali) es una recopilación de cinco ensayos escritos por Umberto Eco y publicada en 1997. Los ensayos abarcan distintos temas, para ese entonces, muy actuales: la inviabilidad de la guerra, la vigencia del Fascismo, los cambios de la prensa en presencia de la televisión, la ética laica y la emigración e inmigración en Europa.

## Contenido
Los cinco ensayos son:
- "Pensar la guerra" ("Pensare la guerra"): se publicó por primera vez en el primer número de La Rivista Dei Libri en 1991.
- "El fascismo eterno" ("Il fascismo eterno"): se pronunció por primera vez, en inglés, en un congreso organizado por los departamentos de filología italiana y francesa de la Universidad de Columbia en 1995.
- "Sobre la prensa" ("Sulla stampa"): está basado en una serie de seminarios organizados por el Senado y dictado frente a senadores y directores de periódicos italianos. El texto se publicó editado por el senado en 1995.
- "Cuando entra en escena el otro" ("Quando entra in scena l'altro"): reproduce la respuesta de Eco a una carta del cardenal Martini, publicada por primera vez en la revista Liberal, en 1996.
- "Las migraciones, la tolerancia y lo intolerable" ("La religiosità etica"): definido por Eco como un collage de distintos textos escritos con anterioridad.

- Datos: Q85866532